# Cumella enigmatica
Cumella enigmatica är en kräftdjursart som beskrevs av Michel Ledoyer 1988. Cumella enigmatica ingår i släktet Cumella och familjen Nannastacidae.
Artens utbredningsområde är Moçambiquekanalen. Inga underarter finns listade i Catalogue of Life.